# 小田原市立鴨宮中学校
小田原市立鴨宮中学校（おだわらしりつ かものみやちゅうがっこう）は、神奈川県小田原市にある公立中学校。

## 沿革
- 1947年（昭和22年） - 当時、下府中村在住の中学生は千代中学校に通学していた。
- 1948年（昭和23年） - 下府中村が小田原市へ合併し、小田原市立第3中学校第3分教場が設置される。
- 1949年（昭和24年） - 小田原市立第5中学校として独立。
- 1952年（昭和27年）  - 校歌制定。
- 1955年（昭和30年） - 小田原市立鴨宮中学校に校名変更。湯川秀樹から「真・善・美」の題字を贈られる。
- 1967年（昭和42年） - 体育館完成。
- 1985年（昭和60年） - 「真・善・美」石碑建立。
- 1991年（平成3年） - コンピュータ教室完成。
- 1998年（平成10年） - 創立50周年。女子制服をブレザー型に変更。
- 2013年（平成25年） - 第13回環境美化教育優良校等表彰事業において、20年にわたるアルミ缶回収活動が評され、優良校の表彰を受ける[1]。

## 著名出身者
- 常盤悠 - サッカー選手